# Бруклин 9-9 (сезон 1)
Премьера первого сезона ситкома «Бруклин 9-9» состоялась 17 сентября 2013 года на американском телеканале Fox; заключительная серия сезона вышла в эфир 25 марта 2014 года. Первый сезон состоял из 22 эпизодов.

## Сюжет
Рэймонд Холт (Андре Брауэр) становится капитаном 99 участка департамента полиции Нью-Йорка, там он знакомится с талантливым детективом Джейком Перальтой (Энди Сэмберг), который никак не хочет взрослеть. Также в первом сезоне происходит первый хэллоуиновский спор на звание «Величайшего детектива-гения; Чарльз Бойл (Джо Ло Трульо) получает ранение в зад, защищая свою коллегу Розу Диас (Стефани Беатрис) от преступника, желающего навредить капитану; команда участка 9-9 получает представление о частной жизни своего капитана; Чарльз объявляет о помолвке, но свадьба срывается; Джейк ловит больше преступников, чем Эми (Мелисса Фумеро), и выигрывает заключённое между ними пари, и после этого понимает, что испытывает чувства к детективу Сантьяго.

## Актёры и персонажи
| - Энди Сэмберг — Джейк Перальта - Стефани Беатрис — Роза Диас - Терри Крюс — Терри Джеффордс - Мелисса Фумеро — Эми Сантьяго - Джо Ло Трульо — Чарльз Бойл - Челси Перетти — Джина Линетти - Андре Брауэр — Рэймонд Холт | - Дирк Блокер — Майкл Хичкок - Джоэл Маккиннон Миллер — Норман Скалли - Мэрилу Хеннер — Вивиан Лидли | - Дин Уинтерс — Кит «Стервятник» Пемброук - Пэттон Освальт — начальник пожарной охраны Бун - Крэйг Робинсон — Даг Джуди - Марк Эван Джексон — Кевин Кознер - Кайл Борнхеймер — Тедди Уэллс - Джеймс М. Коннор — заместитель комиссара Подольски - Майк Хагерти — капитан Макгинли - Фред Армисен — Млефнос - Стейси Кич — Джимми Броган - Кид Кади — Дастин Уитман - Адам Сэндлер — в роли самого себя - Джо Тейсманн — в роли самого себя |

## Эпизоды
| № общий | № в сезоне | Название                                               | Режиссёр                    | Автор сценария                | Дата премьеры    | Произв. код | Зрители в США (млн) |
| --- | ---------- | ------------------------------------------------------ | --------------------------- | ----------------------------- | ---------------- | ----------- | ------------------- |
| 1 | 1          | «Pilot» «Пилот»                                        | Фил Лорд и Кристофер Миллер | Дэниел Гур и Майкл Шур        | 17 сентября 2013 | 101         | 6,17                |
| Джейк Перальта — талантливый, но безответственный детектив 9-9 полицейского участка в Бруклине. Он и его разношерстные коллеги до последнего времени работали под руководством капитана, разрешавшего им делать абсолютно всё. Однако на смену старому начальнику приходит суровый капитан Рэй Холт, главной целью которого становится превращение неэффективных детективов в лучший полицейский отряд в Бруклине.                                 |            |                                                        |                             |                               |                  |             |                     |
| 2 | 2          | «The Tagger» «Граффитчик»                              | Крейг Зиск                  | Норм Хискок                   | 24 сентября 2013 | 102         | 4,03                |
| Когда Джейк в очередной раз опаздывает на работу, капитан поручает ему дело о непристойных граффити, которое, по мнению Джейка, слишком простое для его уровня. Однако когда виновником оказывается сын заместителя комиссара, дело принимает серьёзный оборот. Подруга-ясновидящая Джины посещает участок и делает предсказание Чарльзу. |            |                                                        |                             |                               |                  |             |                     |
| 3 | 3          | «The Slump» «Спад»                                     | Джули Энн Робинсон          | Прентис Пенни                 | 1 октября 2013   | 105         | 3,43                |
| Джейк погряз в куче нераскрытых дел, и другие детективы не хотят работать с ним, боясь что его неудачи заразны. Холт поручает Эми возглавить полицейскую программу по работе с трудными подростками, и она просит помощи у Розы и Джины. Бойл помогает сержанту Джеффордсу в особенном деле. |            |                                                        |                             |                               |                  |             |                     |
| 4 | 4          | «M.E. Time» «М.О.Ё время»                              | Трой Миллер                 | Гил Озери                     | 8 октября 2013   | 106         | 3,34                |
| На месте преступления Джейк знакомится с привлекательным патологоанатомом доктором Росси, и у них начинается роман. Его новые отношения вызывают крайнее неудовольствие команды, так как они задерживают отчёт о вскрытии. Дело Эми о кражах кошельков застопоривается из-за болезни составителя фотороботов. Однако она узнаёт, что сержант Джеффордс имеет скрытый художественный талант.                                                        |            |                                                        |                             |                               |                  |             |                     |
| 5 | 5          | «The Vulture» «Стервятник»                             | Джейсон Энслер              | Лора Маккрири                 | 15 октября 2013  | 104         | 3,43                |
| Детектив из отдела специальных расследований отбирает только что раскрытое Джейком дело, чтобы забрать всю славу себе. После пары рюмок Джейк заручается поддержкой отряда, и они решают отомстить «Стервятнику», найдя орудие убийства раньше него. За городом капитан Холт и Джина помогают Терри преодолеть страх перед оружием. |            |                                                        |                             |                               |                  |             |                     |
| 6 | 6          | «Halloween» «Хэллоуин»                                 | Дин Холланд                 | Лесли Эрфин                   | 22 октября 2013  | 107         | 3,77                |
| Эми ненавидит Хэллоуин, поэтому она не приходит в восторг от необходимости переодеться в праздничный костюм, чтобы вместе с Чарльзом пойти патрулировать улицы под прикрытием. Джейк спорит с капитаном, что он сможет до полуночи украсть его медаль за отвагу. |            |                                                        |                             |                               |                  |             |                     |
| 7 | 7          | «48 Hours» «48 часов»                                  | Питер Лауэр                 | Люк Дель Тредичи              | 5 ноября 2013    | 103         | 3,84                |
| Джейк производит арест, не имея на руках никаких доказательств. У него есть всего 48 часов, чтобы собрать необходимые улики. В противном случае, подозреваемого придётся отпустить. После неудачного допроса задержанного Джейк вызывает коллег, чтобы они в свой выходной помогли раскрыть его дело. Пока команда находится в участке, Чарльз разрешает спор о пирогах между Розой и Джиной, а Холт помогает Терри заслужить уважение его шурина. |            |                                                        |                             |                               |                  |             |                     |
| 8 | 8          | «Old School» «Старая школа»                            | Бет Маккарти-Миллер         | Гейб Лидман                   | 12 ноября 2013   | 109         | 3,26                |
| Заветное желание Джейка исполняется, когда у него появляется возможность провести целый день со своим кумиром — бывшим криминальным репортёром Джимми Броганом. Но мечта превращается в кошмар после того, как Джейк «под запись» высказывается о Холте и участке. Терри и Чарльз пытаются научить Розу вести себя менее устрашающе при даче показаний в суде.                                                                                     |            |                                                        |                             |                               |                  |             |                     |
| 9 | 9          | «Sal'z Pizza» «Пицца Сэла»                             | Крейг Зиск                  | Лакшми Сундарам               | 19 ноября 2013   | 108         | 3,36                |
| В кафе «Пицца Сэла» происходит пожар, и начальник пожарной охраны заявляет, что дело находится в его юрисдикции. Однако Джейк категорически не согласен с этим и даже готов нарушить закон, чтобы раскрыть поджог. Тем временем в участке из-за компьютерного вируса, который опубликовал историю браузеров детективов, наступает полная неразбериха.                                                                                              |            |                                                        |                             |                               |                  |             |                     |
| 10 | 10         | «Thanksgiving» «День Благодарения»                     | Йорма Такконе               | Люк Дель Тредичи              | 26 ноября 2013   | 110         | 3,69                |
| Эми приглашает коллег на праздничный ужин в честь Дня Благодарения. Но когда Холта и Джейка вызывают на службу, праздник превращается в катастрофу. Чарльз делает всё, что в его силах, чтобы спасти «День индейки». |            |                                                        |                             |                               |                  |             |                     |
| 11 | 11         | «Christmas» «Рождество»                                | Джейк Зимански              | Дэн Гур                       | 3 декабря 2013   | 111         | 3,66                |
| Капитан Холт получает анонимные угрозы, и Джейк становится ответственным за его безопасность. Это задание приводит его в восторг. Эми пытается заставить коллег сделать праздничное фото для капитана. Но отсутствие энтузиазма у детективов и нежелание Розы улыбаться сводит на нет все усилия Эми. Сержант Джеффордс возвращается к полевой работе.                                                                                             |            |                                                        |                             |                               |                  |             |                     |
| 12 | 12         | «Pontiac Bandit» «Угонщик Понтиаков»                   | Крейг Зиск                  | Норм Хискок и Лакшми Сундарам | 7 января 2014    | 113         | 3,44                |
| Подозреваемый Розы по имени Даг Джуди утверждает, что у него есть информация о преступнике по кличке «Угонщик Понтиаков», за которым Джейк охотится целых восьми лет. Детективы стараются исполнять любую просьбу Бойла, передвигающегося на скутере, но эта задача оказывается невыполнимой. Капитан Холт ищет хозяев для двух щенков. |            |                                                        |                             |                               |                  |             |                     |
| 13 | 13         | «The Bet» «Спор»                                       | Джулиан Фарино              | Лора Маккрири                 | 14 января 2014   | 112         | 3,53                |
| У Джейка и Эми продолжается спор о том, кто из них произведёт больше арестов. Чарльза награждают медалью за отвагу за то, что он был ранен при исполнении, но обезболивающее, которое он принимает, лишает его самоконтроля, и он начинает говорить всё, что думает о коллегах. |            |                                                        |                             |                               |                  |             |                     |
| 14 | 14         | «The Ebony Falcon» «Чёрный ястреб»                     | Майкл Блиден                | Прентис Пенни                 | 21 января 2014   | 114         | 4,55                |
| Терри получает первое полевое задание: он должен поймать распространителя допинга в спортивном зале. Однако Джейк слишком переживает за него. Эми и Роза пытаются раскрыть дело о краже вещей из квартиры Джины. |            |                                                        |                             |                               |                  |             |                     |
| 15 | 15         | «Operation: Broken Feather» «Операция: Сломанное перо» | Джули Энн Робинсон          | Дэн Гур и Майкл Шур           | 2 февраля 2014   | 116         | 15,07               |
| Джейк и Эми расследуют серию краж в отеле, но Джейк обижается на неё, когда узнаёт, что Эми собирается уйти работать к «Стервятнику» в отдел специальных расследований. Капитан Холт и сержант Джеффордс разрабатывают план того, как сделать участок более эффективным. |            |                                                        |                             |                               |                  |             |                     |
| 16 | 16         | «The Party» «Вечеринка»                                | Майкл Энглер                | Гил Озери и Гейб Лидман       | 4 февраля 2014   | 115         | 3,22                |
| Все детективы участка приглашены домой к Холту на вечеринку в честь его дня рождения. Однако они производят плохое впечатления на мужа капитана. |            |                                                        |                             |                               |                  |             |                     |
| 17 | 17         | «Full Boyle» «Полный Бойл»                             | Крейг Зиск                  | Норм Хискок                   | 11 февраля 2014  | 117         | 2,88                |
| У детектива Бойла начинается роман, и Джейк должен вмешаться и помочь другу до того, как Чарльз вновь продемонстрирует синдром «Полного Бойла» и начнёт слишком торопить события. Эми и Роза не воспринимают всерьёз борца с преступностью, одетого в костюм супергероя, а у капитана Холта появляется новый оппонент. |            |                                                        |                             |                               |                  |             |                     |
| 18 | 18         | «The Apartment» «Квартира»                             | Такер Гейтс                 | Дэвид Куандт                  | 25 февраля 2014  | 118         | 2,66                |
| Джейк может остаться без жилья. потому что не внёс первый взнос по кредиту за квартиру, однако Джина предлагает ему выход из этой ситуации. Капитан Холт и сержант Джеффордс устраивают самооценку детективов участка, а Роза и Бойл хотят отомстить одному из детективов, заменяющего их по выходным. |            |                                                        |                             |                               |                  |             |                     |
| 19 | 19         | «Tactical Village» «Тактические учения»                | Фред Госс                   | Люк Дель Тредичи              | 4 марта 2014     | 119         | 2,61                |
| Детективы отправляются на тактические учения — обязательные тренировки, в которых участвуют все участки города. На учениях Эми встречает Тедди — парня, с которым она пару раз ходила на свидания. Холт начинает зависеть от игры на телефоне, а Роза злится на Чарльза за то, что он не пригласил её на свою свадьбу. |            |                                                        |                             |                               |                  |             |                     |
| 20 | 20         | «Fancy Brudgom» «Модный жених»                         | Виктор Нелли, мл.           | Лора Маккрири                 | 11 марта 2014    | 120         | 2,49                |
| Чарльз просит Джейка быть его шафером. Теперь Джейк должен помогать принимать важные решения, касающиеся свадебной церемонии: начиная от дегустации торта и заканчивая выбором букета. Терри, Эми и Джина садятся на модную экстремальную диету, а капитан Холт учит Розу приносить искренние извинения. |            |                                                        |                             |                               |                  |             |                     |
| 21 | 21         | «Unsolvable» «Неразрешимое»                            | Кен Уиттингем               | Прентис Пенни                 | 18 марта 2014    | 121         | 2,50                |
| Вместо законного выходного Джейк решает раскрыть старое «нераскрываемое» дело. Он просит о помощи Терри, но все попытки найти новые зацепки проваливаются одна за другой. Эми и Тедди планируют романтическую поездку, а Джина и Роза посвящают Чарльза в их самый большой секрет. |            |                                                        |                             |                               |                  |             |                     |
| 22 | 22         | «Charges and Specs» «Перемены и спекуляции»            | Акива Шаффер                | Гейб Лидман и Гил Озери       | 25 марта 2014    | 122         | 2,59                |
| Заместитель комиссара Подольски приостанавливает расследование Джейка о незаконной деятельности известного филантропа Лукаса Уинта. Джейк просит о помощи Эми и капитана Холта. Под угрозой отстранения они должны собрать доказательства виновности Уинта. Чарльз переживает расставание с Вивиан, но Джина знает как подбодрить его. |            |                                                        |                             |                               |                  |             |                     |

## Реакция
На сайте-агрегаторе Rotten Tomatoes первый сезон «Бруклин 9-9» достиг 88% «свежести» на основе 51 отзыва. На сайте Metacritic у первого сезона 70 баллов из 100 на основе 34 отзывов.

## Награды и номинации
| Премия                                   | Дата церемонии  | Номинация                                                 | Номинант        | Результат |
| ---------------------------------------- | --------------- | --------------------------------------------------------- | --------------- | --------- |
| People's Choice Awards                   | 8 января 2014   | Любимый актёр в новом телесериале                         | Энди Сэмберг    | Номинация |
| Премия «Золотой глобус»                  | 12 января 2014  | Лучший телевизионный сериал (комедия или мюзикл)          | Энди Сэмберг    | Победа    |
| Премия «Золотой глобус»                  | 12 января 2014  | Best Television Series – Musical or Comedy                | «Бруклин 9-9»   | Номинация |
| NAACP Image Award                        | 22 февраля 2014 | Лучшая мужская роль в комедийном сериале                  | Андре Брауэр    | Номинация |
| Премия «Спутник»                         | 23 февраля 2014 | Лучший актёр в телесериале (комедия или мюзикл)           | Андре Брауэр    | Номинация |
| Премия «Спутник»                         | 23 февраля 2014 | Лучший телевизионный сериал (комедия или мюзикл)          | «Бруклин 9-9»   | Номинация |
| GLAAD Media Awards                       | 12 апреля 2014  | Лучший комедийный сериал                                  | «Бруклин 9-9»   | Номинация |
| American Comedy Awards                   | 8 мая 2014      | Комедийный сериал                                         | «Бруклин 9-9»   | Номинация |
| American Comedy Awards                   | 8 мая 2014      | Комедийный актёр на ТВ                                    | Энди Сэмберг    | Победа    |
| American Comedy Awards                   | 8 мая 2014      | Актриса второго плана на ТВ                               | Челси Перетти   | Номинация |
| Премия «Выбор телевизионных критиков»    | 19 июня 2014    | Лучшая мужская роль второго плана в комедийном сериале    | Андре Брауэр    | Победа    |
| Премия Ассоциации телевизионных критиков | 19 июля 2014    | Лучшая новая программа                                    | «Бруклин 9-9»   | Номинация |
| Премия Ассоциации телевизионных критиков | 19 июля 2014    | Выдающиеся достижения в комедии                           | «Бруклин 9-9»   | Номинация |
| Imagen Awards                            | 1 августа 2014  | Лучшая актриса второго плана — ТВ                         | Стефани Беатрис | Номинация |
| Teen Choice Awards                       | 10 августа 2014 | Актёр телевизионного сериала                              | Энди Сэмберг    | Номинация |
| Creative Arts Emmy Awards                | 16 августа 2014 | Лучшая постановка трюков в комедийном сериале или варьете | «Бруклин 9-9»   | Победа    |
| EWwy Award                               | 18 августа 2014 | Лучший комедийный сериал                                  | «Бруклин 9-9»   | Номинация |
| EWwy Award                               | 18 августа 2014 | Лучший комедийный актёр                                   | Энди Сэмберг    | Номинация |
| Премия «Эмми»                            | 25 августа 2014 | Лучший актёр второго плана в комедийном телесериале       | Андре Брауэр    | Номинация |